# Andrew Anthony Marchetti
Andrew Anthony Marchetti (* 1901; † 1970) war ein US-amerikanischer Gynäkologe und Hochschullehrer.
Marchetti ging 1943 an die Frauenklinik der Cornell University und entwickelte im Labor von George Nicolas Papanicolaou mit Herbert F. Traut die Zytodiagnostik von Vaginalabstrichen weiter. Zusammen mit Traut und Papanicolaou verfasste er 1948 die Monografie The Epithelia of Woman’s Reproductive Organs: a correlative study of cyclic changes. 1947 wurde Marchetti als Professor für Gynäkologie und Geburtshilfe an die Medical School der Georgetown University berufen. Zusammen mit Victor Fray Marshall (1913–2001) und Kermit Edward Krantz (1923–2007) entwickelte er 1949 eine Operationsmethode zur Behandlung der Stressinkontinenz (Marshall-Marchetti-Krantz-Operation).